# 1870年12月22日日食
1870年12月22日日食为一次在协调世界时1870年12月22日出現的日全食。該次日食食分為1.0248，食甚維持2分11秒。

## 概述
這次日食的食分是1.0248，全食維持2分11秒。

## 基本參數
- 類型：日全食
- 食甚資料：
  - 日期：1870年12月22日
  - 時間：12時27分33秒
  - 地點：36N 2W
  - 食分：1.0248
  - 日全食持續時間：2分11秒

## 外部連結
- NASA日食專頁（页面存档备份，存于）（英文）